# Alyssa Dibbern
Alyssa Rene Dibbern (Bay City, 23 ottobre 1990) è un'ex pallavolista statunitense, di ruolo opposto.

## Carriera

### Club
La carriera di Alyssa Dibbern inizia nei tornei scolastici texani, difendendo i colori della Bay City HS; al termine delle scuole superiori entra a far parte della squadra di pallavolo femminile del San Jacinto College, giocando la NJCAA Division I per due anni, prima trasferirsi alla Baylor, partecipando alla NCAA Division I dal 2011 al 2012.
Nella stagione 2014-15 firma il suo primo contratto professionistico, ingaggiata in Germania dallo FTSV Straubing in serie cadetta, centrando la promozione in 1. Bundesliga, che disputa nella stagione seguente. Nel campionato 2016-17 si trasferisce in Spagna, difendendo i colori dell'Haro, in Superliga Femenina de Voleibol, mentre nel campionato seguente gioca nella Voleybol 1. Ligi turca col Maltepe per qualche mese, prima di trasferirsi all'Olympiada Neapolīs, nell'A' katīgoria cipriota, dove conclude la sua carriera.